# Tinkayu
Le fleuve Tinkayu (en malais : Sungai Tinkayu) est un cours d'eau de l'État de Sabah, en Malaisie, situé sur l'île de Bornéo. 

## Géographie
Il prend sa source au sud de Gunung Ambun dans l'État de Sabah et se jette dans la baie de Darvel. Le Tinkayu avec ses affluents forme le système fluvial "Sungai Tinkayu". 

## Affluents
Son affluent principal en rive droite est le Binuang (en malais : Sungai Binuang.   